# José Ramón Fernández Álvarez
José Ramón Fernández Álvarez (Santiago de Cuba, 4 de novembre de 1923 - L'Havana, 6 de gener de 2019) fou un militar i polític cubà.

## Trajectòria
En 1947 es va graduar a l'Escola de Cadets de Cuba i també a l'Escola d'Artilleria, a més d'altres cursos als Estats Units i a Cuba. A partir del Cop d'estat del 10 de març de 1952 va participar en diverses activitats i moviments conspiratius contra els batistes, fins que en 1956 va ser detingut en ser descobert el moviment conegut com "Los puros" i jutjat en un Consell de Guerra Sumaríssim. Va ser sancionat a presó, on va romandre fins al triomf de la Revolució Cubana l'1 de gener de 1959. Va ser ascendit a Capità en 1959, a Comandant en 1961 i a General de Brigada en la reserva en 1996.
Com a membre de les Forces Armades Revolucionàries va comandar una de les agrupacions principals de tropes en la lluita contra el desembarcament mercenari de Playa Girón.

## Càrrecs
A partir de 1959 ha ocupat múltiples càrrecs i responsabilitats, entre els quals es destaquen:
- Director de l'Escola de Cadets de l'Exèrcit Rebel.
- Viceministre de les FAR fins a 1970.
- Viceministre Primer d'Educació, fins a 1972.
- Ministre d'Educació des de 1972 fins a 1990.
- Vicepresident del Consell de Ministres des de 1978 fins a 2012.[1]
- President del Comitè Olímpic Cubà, des de 1997.
- Diputat a l'Assemblea Nacional del Poder Popular des de 1976.
- Membre del Consell d'Estat des de 1981 fins a 1993.
- Membre del Comitè Central del Partit Comunista de Cuba.

Ha representat al Govern de Cuba en la investidura de presidents a diversos països llatinoamericans. És membre del Comitè Executiu de l'Organització Esportiva Panamericana.